# 바이오스 인터럽트 호출
바이오스 인터럽트 호출(영어: BIOS interrupt call)은 도스용 프로그램과, 부트 로더와 같은 일부 기타 소프트웨어가 IBM PC 호환기종의 컴퓨터에 위치한 바이오스의 기능을 불러내는데 이용하는 방식이다. 일부 운영 체제 또한 초기 시동 단계에서 바이오스를 이용하여 하드웨어 자원을 탐지하고 초기화할 수 있다.

## 인터럽트 호출
인터럽트는 INT x86 어셈블리어 명령을 이용하여 호출할 수 있다. 이를테면 바이오스 인터럽트 0x10을 이용하여 문자열을 화면에 출력하려면 다음의 x86 어셈블리어 명령을 실행하면 된다:
```
 
mov
 
ah
,
 
0x0e

 
mov
 
al
,
 
'
!
'

 
int
 
0x10

```

## 인터럽트 테이블
일반적인 바이오스 인터럽트 목록은 아래와 같다. 일부 바이오스(특히 오래된 것들)는 아래의 모든 인터럽트 클래스를 갖추고 있지는 않다.
| AH  | 설명                                                |
| --- | --------------------------------------------------- |
| 00h | 비디오 모드 설정                                    |
| 01h | 커서 모양 설정                                      |
| 02h | 커서 위치 설정                                      |
| 03h | 커서 위치 및 모양 가져오기                          |
| 04h | 라이트 펜 위치 가져오기                             |
| 05h | 디스플레이 페이지 설정                              |
| 06h | 지우기/스크롤 스크린 업                             |
| 07h | 지우기/스크롤 스크린 다운                           |
| 08h | 문자열 및 커서 특성 읽기                            |
| 09h | 문자열 및 커서 특성 쓰기                            |
| 0Ah | 커서 문자열 쓰기                                    |
| 0Bh | 커서 테두리 설정                                    |
| 0Ch | 그래픽 픽셀 쓰기                                    |
| 0Dh | 그래픽 픽셀 읽기                                    |
| 0Eh | TTY 모드에서 문자열 쓰기                            |
| 0Fh | 비디오 모드 가져오기                                |
| 10h | 팔레트 레지스터 설정 (EGA, VGA, SVGA)               |
| 11h | 문자 발생기 (EGA, VGA, SVGA)                        |
| 12h | 함수 대안 선택 (EGA, VGA, SVGA)                     |
| 13h | 문자열 쓰기                                         |
| 1Ah | 디스플레이 결합 코드 가져오기 또는 설정 (VGA, SVGA) |
| 1Bh | 기능 정보 가져오기 (VGA, SVGA)                      |
| 1Ch | 비디오 상태 저장 또는 복원 (VGA, SVGA)              |
| 4Fh | VESA 바이오스 확장 함수 (SVGA)                      |

| AH  | 설명                                      |
| --- | ----------------------------------------- |
| 00h | 디스크 드라이브 초기화                    |
| 01h | 드라이브 상태 검사                        |
| 02h | 섹터 읽기                                 |
| 03h | 섹터 쓰기                                 |
| 04h | 섹터 유효 여부 확인                       |
| 05h | 트랙 포맷                                 |
| 08h | 드라이브 변수 가져오기                    |
| 09h | 고정 드라이브 변수 초기화                 |
| 0Ch | 지정된 트랙으로 찾기                      |
| 0Dh | 고정 디스크 컨트롤러 초기화               |
| 15h | 드라이브 종류 가져오기                    |
| 16h | 플로피 드라이브 미디어 변경 상태 가져오기 |
| 17h | 디스크 종류 설정                          |
| 18h | 플로피 드라이브 미디어 종류 설정          |
| 41h | 확장 디스크 드라이브 (EDO) 설치 검사      |
| 42h | 섹터 확장 읽기                            |
| 43h | 섹터 확장 쓰기                            |
| 44h | 섹터 확장 유효 여부 확인                  |
| 45h | 드라이브 잠금/잠금 해제                   |
| 46h | 미디어 꺼내기                             |
| 47h | 확장 찾기                                 |
| 48h | 드라이브 변수 확장 가져오기               |
| 49h | 미디어 변경 상태 확장 가져오기            |
| 4Eh | 하드웨어 구성 확장 설정                   |

| AH  | 설명             |
| --- | ---------------- |
| 00h | 직렬 포트 초기화 |
| 01h | 문자열 전송      |
| 02h | 문자열 수신      |
| 03h | 상태             |

| AH  | AL  | 설명                                                                                                 |
| --- | --- | --- |
| 00h |     | 카세트 드라이브 모터 켜기                                                                            |
| 01h |     | 카세트 드라이브 모터 끄기                                                                            |
| 02h |     | 카세트로부터 데이터 블록 읽기                                                                        |
| 03h |     | 카세트에 데이터 블록 쓰기                                                                            |
| 4Fh |     | 키보드 가로채기                                                                                      |
| 83h |     | 이벤트 대기                                                                                          |
| 84h |     | 조이스틱 읽기                                                                                        |
| 85h |     | Sysreq 키 호출                                                                                       |
| 86h |     | 대기                                                                                                 |
| 87h |     | 블록 이동                                                                                            |
| 88h |     | 확장 메모리 크기 가져오기                                                                            |
| 89h |     | 보호 모드로 전환                                                                                     |
| C0h |     | 시스템 변수 가져오기                                                                                 |
| C1h |     | 확장 바이오스 데이터 영역 세그먼트 가져오기                                                          |
| C2h |     | 포인팅 장치 기능                                                                                     |
| C3h |     | 감시 타이머 기능 - PS/2 시스템 전용                                                                  |
| C4h |     | 프로그래밍 가능한 옵션 선택 - MCA 버스 PS/2 시스템 전용                                              |
| D8h |     | EISA 시스템 기능 - EISA 버스 시스템 전용                                                             |
| E8h | 01h | 확장 메모리 크기 가져오기 (1994년 이후 더 새로운 기능). 64 Mb 이상의 메모리 크기에 대한 결과를 제공. |
| E8h | 20h | 쿼리 시스템 주소 맵.                                                                                 |

| AH  | 설명                        |
| --- | --------------------------- |
| 00h | 문자열 읽기                 |
| 01h | 입력 상태 읽기              |
| 02h | 키보드 Shift 상태 읽기      |
| 05h | 키보드 버퍼에 키 눌림 저장  |
| 10h | 문자열 확장 읽기            |
| 11h | 입력 상태 확장 읽기         |
| 12h | 키보드 Shift 상태 확장 읽기 |

| AH  | 설명                 |
| --- | -------------------- |
| 00h | 프린터에 문자열 인쇄 |
| 01h | 프린터 초기화        |
| 02h | 프린터 상태 검사     |

| AH  | 설명            |
| --- | --------------- |
| 00h | RTC 읽기        |
| 01h | RTC 설정        |
| 02h | RTC 시간 읽기   |
| 03h | RTC 시간 설정   |
| 04h | RTC 날짜 읽기   |
| 05h | RTC 날짜 설정   |
| 06h | RTC 알람 설정   |
| 07h | RTC 알람 초기화 |

| AX    | 설명                   |
| ----- | ---------------------- |
| B101h | PCI 설치 검사          |
| B102h | PCI 장치 찾기          |
| B103h | PCI 클래스 코드 찾기   |
| B106h | PCI 버스 관련 기능     |
| B108h | 구성 Byte 읽기         |
| B109h | 구성 Word 읽기         |
| B10Ah | 구성 Dword 읽기        |
| B10Bh | 구성 Byte 쓰기         |
| B10Ch | 구성 Word 쓰기         |
| B10Dh | 구성 Dword 쓰기        |
| B10Eh | IRQ 루틴 정보 가져오기 |
| B10Fh | PCI IRQ 설정           |

## 도스 훅
MS-DOS 시스템에서 IO.SYS는 플로피 디스크 변경 감지, 포맷 호출 추적, DMA 바운더리 오류 정정, 최초의 호출 이전 모델 코드 0xFC와 더불어 IBM의 ROM BIOS "01/10/84" 관련 문제 우회를 위해 INT 13을 훅 처리한다.

## 같이 보기
- 도스 인터럽트 호출
- 랄프 브라운의 인터럽트 리스트

## 참고 문헌
- The x86 Interrupt List (a.k.a. RBIL, Ralf Brown's Interrupt List)
- Embedded BIOS User’s Manual[깨진 링크(과거 내용 찾기)]
- PhoenixBIOS 4.0 User's Manual
- HTML version of Ralf Brown Interrupt List
- IBM Personal System/2 and Personal Computer BIOS Interface Technical Reference, IBM, 1988, ISBN 999857739X
- System BIOS for IBM PCs, Compatibles, and EISA Computers, Phoenix Technologies, 1991, ISBN 0201577607
- Programmer's Guide to the AMIBIOS, American Megatrends, 1993, ISBN 0070015619
- The Programmer's PC Sourcebook by Thom Hogan, Microsoft Press, 1991 ISBN 155615321X